# Puhdys
Puhdys var en tysk musikgrupp som var en av de främsta rockgrupperna i Östtyskland.

## Historia
Gruppen bildades 1965 som Udo-Wendel-Combo. Det aktuella namnet uppkom 1969 och är sammansatt av de första bokstäverna av bandmedlemmarnas förnamn. Medlemmarna studerade vid Musikhochschule Friedrichshain (Berlin) och fick sedan tillåtelse att uppträda professionell. I början inspirerades bandet av hårdrocksgrupper som Deep Purple, Uriah Heep och Led Zeppelin. Bekant för allmänheten blev bandet genom framträdande i östtysk TV. 1972 blev gruppens låt "Geh dem Wind nicht aus dem Wege" "årets schlagersång" i DDR.
1973 sjöng de "Wenn ein Mensch lebt", som var filmmusiken till den östtyska filmklassikern Die Legende von Paul und Paula. Filmens manusförfattare Ulrich Plenzdorf skrev även texter till Puhdys. Av albumet Rock'n'Roll Music sålde bandet 750 000 exemplar året 1977.
Puhdys var en av de få östtyska musikgrupper som hade tillåtelse att spela i Västtyskland. Där blev de så kända att de 1981 samlade cirka 12 000 åskådare i Västberlins Waldbühne. Efter 1984 komponerade bandet allt fler låtar med text som inte var önskad av Östtysklands regering. Några låtar blev till och med förbjudna.
1989 tänkte bandet att sluta och gav en större Good-Bye-Tour, men återförenades 1992. Bandet splittrades åter 2016.

## Bandmedlemmar

### Senaste medlemmar
- Dieter "Maschine" Birr — gitarr, sång (1969–2016)
- Dieter "Quaster" Hertrampf — gitarr, sång (1965–2016)
- Peter "Eingehängt" Meyer — keyboard, saxofon, bakgrundssång (1965–2016)
- Klaus Scharfschwerdt — trummor (1979–2016)
- Peter "Bimbo" Rasym — basgitarr, bakgrundssång (1997–2016)

### Tidigare medlemmar
- Harry Jeske — basgitarr (1969—1997)
- Gunther Wosylus — trummor (1969—1979)

## Diskografi (urval)

### Album
- 1974 – Die Puhdys
- 1975 – Puhdys
- 1976 – Sturmvogel
- 1977 – Rock'n'Roll Music
- 1978 – Perlenfischer
- 1977 – 10 wilde Jahre ... 1969 - 1978
- 1979 – Puhdys live
- 1980 – Heiß wie Schnee
- 1981 – Schattenreiter
- 1982 – Far From Home
- 1983 – Computerkarriere
- 1984 – Das Buch
- 1984 – Live in Sachsen
- 1986 – Ohne Schminke
- 1989 – Neue Helden
- 1989 – Jubiläumsalbum
- 1992 – Rock aus Deutschland Vol. 19: Puhdys
- 1992 – Wie ein Engel
- 1994 – Zeiten ändern sich
- 1994 – Raritäten
- 1995 – Bis ans Ende der Welt
- 1996 – Die schönsten Balladen
- 1996 – Live: In flagranti
- 1997 – Frei wie die Geier
- 1999 – Wilder Frieden
- 1999 – 20 Hits aus dreißig Jahren
- 2000 – Was bleibt
- 2001 – Zufrieden?
- 2001 – Dezembertage
- 2003 – Undercover
- 2003 – Die Lieder 1970 bis 1984
- 2004 – Raritäten Volume 2
- 2005 – 36 Hits aus 36 Jahren
- 2005 – Alles hat seine Zeit
- 2006 – Dezembernächte
- 2009 – Abenteuer
- 2011 – Live Aus Der O2-World
- 2012 – Es war schön